# Franc-tenancier
Le franc-tenancier est au Moyen Âge, en Angleterre, un homme qui ne dépend que du pouvoir du roi et qui possède ses terres en alleu.